# Сагва ла Гранде
Сагва ла Гранде (шп. Sagua la Grande) је град на Куби у покрајини Виља Клара. Према процени из 2011. у граду је живело 47.097 становника.

## Становништво
Према процени, у граду је 2011. живело 47.097 становника.
| 1991.  | 2011.  |
| ------ | ------ |
| 56.962 | 47.097 |